# Кодро, Мехо
Мехо Кодро (босн. Meho Kodro; род. 12 января 1967[…], Мостар) — югославский и боснийский футболист, нападающий. Отец Кенана Кодро.

## Клубная карьера
В 1985 году дебютировал в «Вележе». За первые два сезона в югославской Первой лиге провёл только 14 встреч. Однако затем стал игроком стартового состава и принял участие в выигрыше Кубка Югославии 1985/86.
После распада Югославии, в 1991 году переехал в Испанию, где присоединился к «Реал Сосьедаду». За сан-себастьянцев Кодро провёл 4 сезона, забивая в каждом как минимум 10 мячей. В сезоне 1993/94 забил 23 мяча, а в следующем — 25, заняв второе место в списке бомбардиров Ла Лиги.
В 1995 году Мехо был приобретён «Барселоной». За сине-гранатовых он провёл 32 игры, забил 9 мячей, но после окончания сезона и увольнения Йохана Кройфа был продан в «Тенерифе». В «Тенерифе» Кодро провёл 3 сезона до 1999 года, когда его команда вылетела в Сегунду.
В дальнейшем Кодро провёл по одному сезону в «Алавес» и «Маккаби» (Тель-Авив), после чего завершил карьеру.

## Карьера в сборной
4 сентября 1991 года дебютировал в составе сборной Югославии в товарищеской игре против Швеции. После распада Югославии стал выступать за сборную Боснии и Герцеговины, в составе которой провёл 13 игр, забил 3 мяча.

## Тренерская карьера
Начал карьеру тренера в 2006, войдя в тренерский штаб «Реал Сосьедад». 5 января 2008 года был назначен главным тренером сборной Боснии и Герцеговины после того, как боснийская футбольная федерация приняла его условия и обещала полную независимость в футбольных вопросах. Однако вскоре положение вещей изменилось, Кодро отказался возглавлять сборную в товарищеском матче с Ираном, так как федерация назначила эту игру без его ведома, и был уволен. Он успел провести только 2 товарищеских матча. Летом 2008 года вернулся в Сан-Себастьян в качестве тренера юношеских команд, через два года был назначен главным тренером «Реал Сосьедад B».